# Grilo de Bangu
O Grêmio Recreativo Bloco Carnavalesco Grilo de Bangu foi um bloco de enredo do Rio de Janeiro, sediado no bairro de Bangu.

## História
O Grilo de Bangu foi fundado no dia 19 de abril de 1967. Grandes nomes do samba, já passaram pela agremiação, como os intérpretes Paulinho Mocidade, Tiãozinho da Mocidade e Wander Pires.
Em 2010, abriu o carnaval da Intendente Magalhães, no sábado. Desfilando com vários problemas, foi rebaixado para o Grupo 3..
Em 2011, apresentou como enredo "Se o meu jogo falasse?". Na final da eliminatória interna de samba-enredo, os compositores Sentera e Amauri retiraram o samba, de modo que o samba escolhido foi o da parceria de Ivanzinho e Amauri.
Em 2012 foi novamente rebaixado ao grupo 4 de blocos. Com a gradual redução dos grupos, em  2017 já estava no Grupo 2, onde foi campeão e ascendeu ao Grupo 1, onde desfila desde então.

## Segmentos

### Presidentes
| Nome                     | Mandato        | Ref.        |
| ------------------------ | -------------- | ----------- |
| Celso de Oliveira Junior | ? - atualmente | [ 3 ] [ 4 ] |

### Presidentes de honra
| Nome                       | Mandato        | Ref. |
| -------------------------- | -------------- | ---- |
| Celso de Oliveira "Maluco" | ? - atualmente |      |

### Intérpretes
| Carnavais   | Intérprete oficial   | Ref   |
| ----------- | -------------------- | ----- |
| 2018 - 2020 | Flavinho Bento Samba | [ 4 ] |

### Diretores
| Ano         | Diretor de Carnaval | Diretor geral de harmonia | Mestre de bateria | Ref.  |
| ----------- | ------------------- | ------------------------- | ----------------- | ----- |
| 2018 - 2020 | José Mauro          | Luiz Felipe               | Guilherme         | [ 4 ] |

### Coreógrafo
| Ano       | Nome               | Ref.  |
| --------- | ------------------ | ----- |
| 2019-2020 | Léozinho Sambamais | [ 4 ] |

### Rainhas de bateria
| Período   | Rainha  | Ref |
| --------- | ------- | --- |
| 2018-2020 | Leticia |     |

## Carnavais
| Ano  | Colocação | Grupo                      | Enredo | Carnavalesco                     | Ref.         |
| ---- | --------- | -------------------------- | --- | -------------------------------- | ------------ |
| 2006 | 4º lugar  | Grupo 3                    | 50 anos cantando em versos e prosas – União de Jacarepaguá | Christiano Silveira              | [ 5 ]        |
| 2007 | 7º lugar  | Grupo 3                    | De braços abertos, O Grilo é só amor nesta avenida | Christiano Silveira              | [ 6 ]        |
| 2008 | 4º lugar  | Grupo 3                    | Cultura de um povo e suas tradições | Christiano Silveira              | [ 7 ]        |
| 2009 | 3º lugar  | Grupo 3                    | A Lapa e a sua Malandragem | Moisés Moura e Rogério Rodrigues | [ 8 ]        |
| 2010 | 9º lugar  | Grupo 2                    | Mocidade Independente de Padre Miguel | Rogério Rodrigues                | [ 9 ]        |
| 2011 | 4º lugar  | Grupo 3                    | Se o meu jogo falasse | Cristiano Boquinha               | [ 10 ]       |
| 2012 | 5º lugar  | Grupo 3                    | Histórias do tempo da Vovó | Cristiano Boquinha               | [ 11 ]       |
| 2013 | 4º lugar  | Grupo 3                    | O Grilo canta sua história | Antônio Ricardo                  | [ 12 ]       |
| 2014 | 5º lugar  | Grupo 3                    | Carnaval, Folia e Alegria! | Osmar Costa                      | [ 13 ]       |
| 2015 | 5º lugar  | Grupo 3                    | 100% Negro | Osmar Costa                      |              |
| 2016 | 5º lugar  | Grupo 3                    | Rio de Janeiro a janeiro | Osmar Costa                      | [ 3 ] [ 14 ] |
| 2017 | Campeã    | Grupo 2                    | Filhos do Sol e da Lua | Adriano Soares                   |              |
| 2018 | 7º lugar  | Grupo 1                    | Um Brasil brega e chique | Luiz Macedo                      |              |
| 2019 | 4º Lugar  | Grupo A (Primeira divisão) | Ijo Dudu a dança Afro-Brasileira | Luiz Macedo                      |              |
| 2020 | 8º Lugar  | Grupo A (Primeira divisão) | Mulekê Tião: Uma estrela que brilha (Compositores:Flávio de Moura Pereira, Edson Barbosa Mota, Almir Cipriano Vieira, Jorge Natalino da Silva Neto, Milton Curvelo, Fernando Borges Barbosa, Haroldo de Carvalho Costa, Amauri Conceição e Cristiano Plácido Chaves) | Luiz Macedo                      | [ 4 ]        |